# خارشتر ایرانی

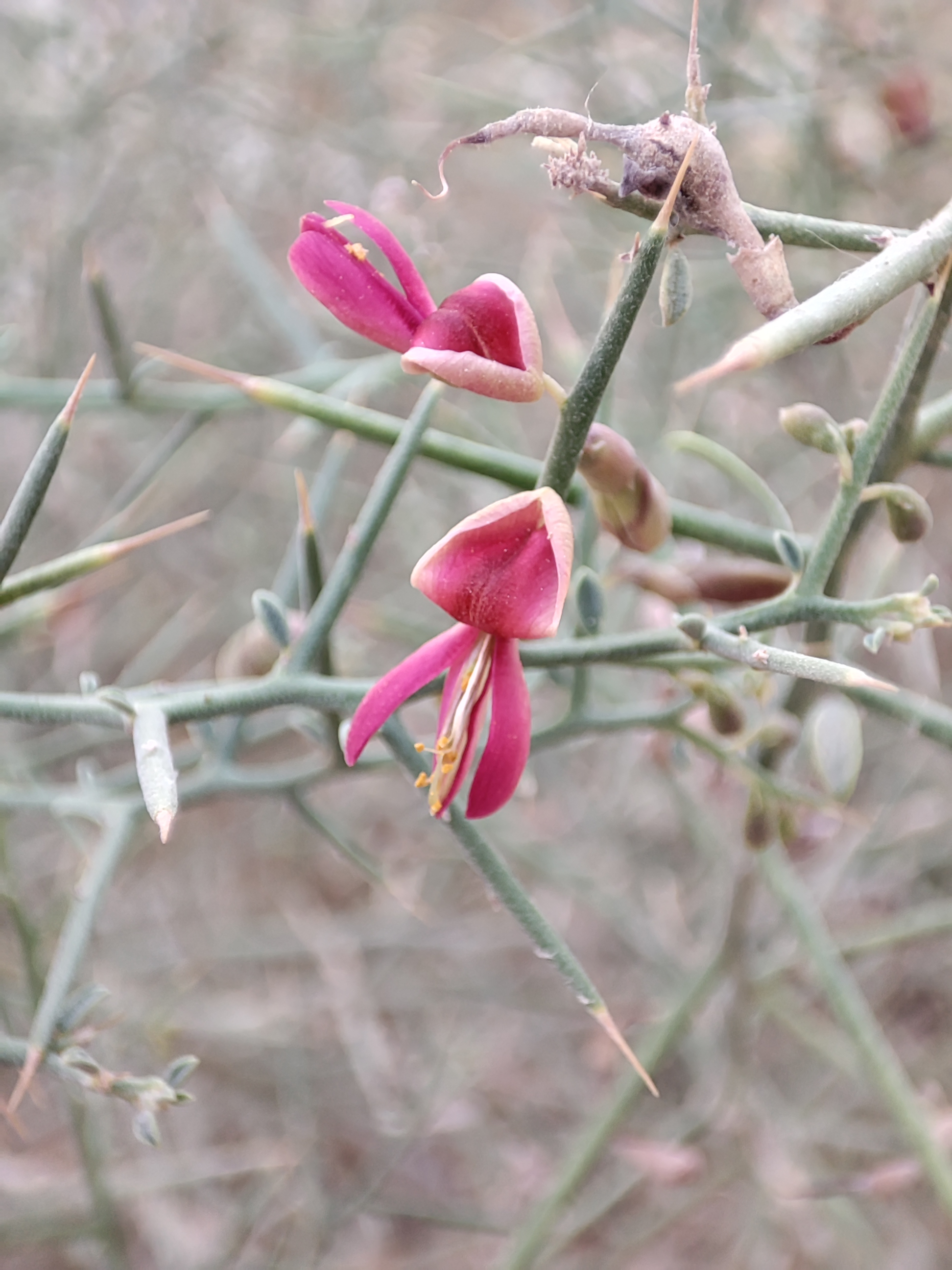
گل خارشتر ایرانی، بهبهان

خارشتر ایرانی (نام علمی: Alhagi maurorum) گونه خارشتر غالب نقاط ایران است. 
نام‌های دیگر فارسی خارشتر عبارتند از: خاراشتر، خاربز و ترنجبین، که در گناباد به آن خرنگبین (خارانگبین) می‌گویند. خارانگبین در اصل نوع محصول ده خار اشتری است اینگونه از خار اشتری که در مرداد ماه شیره‌ای مانند عسل ولی سفید رنگ تولید می‌کند شیره یا شکر این خار را، خار انگبین یا خرنگوی یا ترنجبین می گویند، که موقع خشک شدن در بعضی جاها رنگ زرد به خود می‌گیرد. یکی از زیستگاه‌های اصلی خار انگبین که دارای محصول بسیار مرغوبی است دشت زیبد می‌باشد که بخشی از دشت ریواس زیبد را در بر می‌گیرد. نام عربی این گیاه، الحاج است که نام علمی گیاه، Alhagi نیز از همین واژه گرفته شده است. واژه camelorum نیز به زبان لاتین، به معنی شتر است.